# Francesco Zanardi
Francesco Zanardi (Poggio Rusco, 6 gennaio 1873 – Bologna, 18 ottobre 1954) è stato un politico italiano.

## Biografia
Dopo gli studi a Poggio Rusco e a Mantova, s'iscrisse all'Università di Bologna dove si laureò in Chimica e Farmacia. Dirigente del Partito Socialista Italiano nel mantovano, si applicò intensamente nell'attività di amministratore. Fu sindaco di Poggio Rusco (MN) e contemporaneamente consigliere comunale a Bologna nel 1902. Nella stessa città, nel 1904, fu assessore all'igiene della giunta comunale guidata dal sindaco Enrico Golinelli. Fu anche vice presidente dell'amministrazione provinciale di Mantova tra il 1904 e il 1906.
La sua attività d'amministratore pubblico giunse all'apice il 28 giugno 1914 quando si svolsero a Bologna le elezioni amministrative che lo portarono, primo Sindaco della sinistra, al governo della città. Per adempiere al motto elettorale "Pane e alfabeto" Francesco Zanardi fu sindaco designato dalla lista socialista con l'appoggio delle organizzazioni dei lavoratori. Zanardi viene ricordato come il "sindaco del pane" perché promotore dell'Ente comunale di consumo che contribuì ad alleviare i disagi della popolazione durante il conflitto mondiale allora in corso. La giunta Zanardi si prodigò molto anche per lo sviluppo delle istituzioni scolastiche, fondando nel 1917 la scuola all'aperto Fortuzzi. Il suo mandato di sindaco s'interruppe con le sue dimissioni in quanto eletto deputato nel collegio di Bologna, nel 1919. 
Il 14 ottobre 1920 insieme a Errico Malatesta, Zanardi tenne in piazza Umberto I un comizio alla cittadinanza. Al termine del comizio i militanti intervenuti diedero vita a un corteo che, giunto davanti al carcere cittadino, tentò l'assalto. Nacquero scontri a fuoco con le guardie regie di presidio: rimasero uccisi i brigadieri Giuseppe Della Volpe e Salvatore Colamasi e quattro manifestanti tra cui un consigliere comunale socialista..
Rieletto deputato nel 1921, Zanardi fu più volte oggetto di aggressioni violente ordite da fascisti e perseguitato durante il regime. Allontanato da Bologna, prese dimora a Roma dove rimase permanentemente dopo la morte del figlio Libero, morte causata da aggressioni subite per opera di squadre fasciste. Arrestato il 17 febbraio 1938, il 24 febbraio fu assegnato per cinque anni al confino di Cava dei Tirreni per "avere svolta attività politica contrastante con gli ordinamenti del Regime Fascista".  Lì fu raggiunto dalla moglie Angiolina Rizzi ma dal 29 giugno fu confinato a Sant'Antonio di Porto Mantovano presso il fratello Guido. Infine dal settembre 1940 otterrà di scontare il confino presso la casa natale di Poggio Rusco.
Alla fine della guerra Zanardi tornò a Bologna dove nelle elezioni del 2 giugno 1946 venne eletto all'Assemblea Costituente con 26 328 preferenze. Fu poi senatore nella prima legislatura repubblicana, dal 1948 al 1953, nel gruppo socialdemocratico. 
Morì il 18 ottobre 1954 all'età di 81 anni. È sepolto nella monumento di famiglia realizzato da Silverio Montaguti, nel Campo degli Ospedali, lungo il muro di cinta della Certosa di Bologna.
In sua memoria la città di Bologna ha intitolato una strada.